# Aquaria
Aquaria – czwarty solowy album studyjny polskiej piosenkarki Dody, wydany 21 października 2022 nakładem wytwórni Universal Music Polska. 4 października 2023 ukazała się jego reedycja pod nazwą Aquaria (Deluxe) z pięcioma nowymi utworami.
Album dotarł do drugiego miejsca listy OLiS. Dzień przed premierą uzyskał certyfikat złotej płyty, a 14 grudnia 2022 pokrył się platyną. We wrześniu 2023 poinformowano, iż wydawnictwo uzyskało status podwójnie platynowej płyty, zaś w czerwcu 2024 przyznano potrójną platynę. Album otrzymał nominację do Fryderyka w kategorii Album roku – pop oraz był promowany podczas trasy koncertowej Aquaria Tour.

## Wydanie
1 października na oficjalnej stronie internetowej sieci Empik wystartował preorder albumu, podano do publicznej wiadomości jego tytuł, okładkę, listę piosenek oraz ujawniono datę premiery. W pierwszym tygodniu przedsprzedaży płyta była najchętniej zamawianą płytą muzyczną w ofercie Empik oraz czwartym najczęściej kupowanym produktem w całym asortymencie. 28 kwietnia 2023 album ukazał się na płycie winylowej, natomiast 4 października 2023 odbyła się premiera wersji Deluxe z pięcioma nowymi utworami, w tym duety ze Smolastym i Bedoesem 2115.

## Lista utworów
| 1.              | „Fake Love”                          |
| 2.              | „Don’t Wanna Hide”                   |
| 3.              | „Girls to Buy” (oraz Maria Sadowska) |
| 4.              | „Bez ciebie chcę żyć wiecznie”       |
| 5.              | „Melodia ta”                         |
| 6.              | „No Rush” (oraz Jhn McFly)           |
| 7.              | „Do It Like I Want It”               |
| 8.              | „Pewnie już wiesz”                   |
| 9.              | „Drinking”                           |
| 10.             | „Tylko ty i ja”                      |
| 11.             | „Wodospady”                          |
| 12.             | „Zatańczę z aniołami”                |
| Utwory bonusowe |                                      |
| 13.             | „Chcę cię coraz więcej”              |
| 14.             | „My Melody”                          |
| 15.             | „Waterfalls”                         |
| 16.             | „Just You and I”                     |
| 17.             | „Riotka”                             |
| 18.             | „High Life”                          |
| 19.             | „Nie pytaj mnie”                     |

| #   | Tytuł                                |
| --- | ------------------------------------ |
| 1.  | „Fake Love”                          |
| 2.  | „Don’t Wanna Hide”                   |
| 3.  | „Girls to Buy” (oraz Maria Sadowska) |
| 4.  | „Bez ciebie chcę żyć wiecznie”       |
| 5.  | „Melodia ta”                         |
| 6.  | „No Rush” (oraz Jhn McFly)           |
| 7.  | „Do It Like I Want It”               |
| 8.  | „Pewnie już wiesz”                   |
| 9.  | „Drinking”                           |
| 10. | „Tylko ty i ja”                      |
| 11. | „Wodospady”                          |
| 12. | „Zatańczę z aniołami”                |
| 13. | „Chcę cię coraz więcej”              |
| 14. | „Nie otwieram oczu”                  |
| 15. | „Mama”                               |
| 16. | „Nie żałuję” (oraz Smolasty)         |
| 17. | „I’m Not Loving It”                  |
| 18. | „Dom” (oraz Bedoes 2115)             |

Źródło: Empik.

## Odbiór płyty
Bartek Chaciński z „Polityki” wystawił albumowi dwie na sześć gwiazdek. Recenzent stwierdził, że jest to najmocniejsza płyta w dyskografii Dody i docenił głównie starsze nagrania umieszczone na płycie („Riotka”, „High Life”). O pozostałych utworach napisał, że „repertuar jest dość spójny: płaska, syntetyczna, taneczna muzyka w stylu eurodance, dominującym na parkietach na przełomie wieków”. Jednocześnie skrytykował teksty, określając je jako „bez selekcji i ładu” oraz partie wokalne „nagrane w taki sposób, że momentami nawet głos Dody przestaje być rozpoznawalny”.
Mateusz Kamiński z Interii ocenił całą płytę na 6/10 i stwierdził: Wolę Dodę w tej nowej, tanecznej odsłonie niż po raz kolejny w znanym już rockowym anturażu, który nie może niczym zaskoczyć — „Aquaria” nie jest albumem wybitnym, ale owszem — potrafi to zrobić.
Łukasz Dębowski z portalu Polska Płyta Polska Muzyka przyznał albumowi trzy z pięciu gwiazdek. Opisał płytę jako „najbardziej spójny album artystki”, a teksty piosenek określił jako „proste, bezpośrednio napisane; dobrze wypadające głównie w angielskiej odsłonie”.

## Pozycja na liście sprzedaży

### Pozycja na tygodniowej liście
| Kraj   | Lista                    | Najwyższa pozycja |
| ------ | ------------------------ | ----------------- |
| Polska | OLiS – albumy            | 2                 |
| Polska | OLiS – albumy fizycznie  | 2                 |
| Polska | OLiS – albumy w streamie | 21                |
| Polska | OLiS – albumy – winyle   | 2                 |

### Pozycja na miesięcznej liście
| Kraj   | Lista       | Najwyższa pozycja |
| ------ | ----------- | ----------------- |
| Polska | ZPAV – OLiS | 5                 |

### Pozycja na rocznej liście
| Kraj   | Lista (2022)  | Pozycja |
| ------ | ------------- | ------- |
| Polska | OLiS – albumy | 43      |

| Kraj   | Lista (2023)            | Pozycja |
| ------ | ----------------------- | ------- |
| Polska | OLiS – albumy           | 47      |
| Polska | OLiS – albumy fizycznie | 33      |

## Certyfikat
| Kraj          | Certyfikat         | Sprzedaż |
| ------------- | ------------------ | -------- |
| Polska (ZPAV) | 3× platynowa płyta | 90 000+  |